# Instrukcja techniczna O-2
Instrukcja techniczna O-2 – standard techniczny w geodezji w Polsce obowiązujący na podstawie rozporządzenia Ministra Spraw Wewnętrznych i Administracji z dnia 24 marca 1999 (Dz.U. Nr 30, poz. 297), zbiór wytycznych dotyczących ogólnych zasad opracowania map do celów gospodarczych, wprowadzony zarządzeniem Prezesa Głównego Urzędu Geodezji i Kartogarfii z 9 lutego 1979 w sprawie wprowadzenia do stosowania instrukcji technicznej 0-2 "Ogólne zasady opracowania map do celów gospodarczych". Ostatnim wydaniem jest wydanie III z 1987 z Warszawy opracowane przez Jana Ciesielskiego, Wiktora Grygorenko, Kazimierza  Michalika, Krystynę Podlachę oraz Lilianę Poteralska-Walczyńską zgodnie z zaleceniami Głównego Urzędu Geodezji i Kartografii. W związku z wprowadzeniem ustawy o infrastrukturze informacji przestrzennej z 4 marca 2010 roku, standardy techniczne jako przepisy wykonawcze zachowują moc do 8 czerwca 2012 roku.
Instrukcja ustala ogólne zasady techniczne i porządkowe kartograficznego opracowania map w skalach od 1:250 do 1:500 000 przeznaczonych do celów gospodarczych i społecznych, a przepisy ustalają:
- klasyfikacje map ogólnogeograficznych i tematycznych,
- ogólne podstawy matematyczne map,
- podział map na arkusze i sposób ich oznaczania,
- podstawowe kryteria opracowania map,
- ogólne zasady opracowania map,
- ogólne zasady porządkowe dotyczące opracowania map.

Jako główne kryterium klasyfikacji map przyjęto kryterium treści. W ramach tego kryterium mapy dzieli się na klasy, zespoły, grupy, podgrupy i rodzaje.
Mapy ogólnogeograficzne zawierają wszystkie główne elementy krajobrazu powierzchni Ziemi: hydrografię, rzeźbę terenu, osiedla, drogi, lasy, użytki rolne itd., przedstawione z jednakowym względnym stopniem szczegółowości. Mapy topograficzne wielkoskalowe stanowią źródłowe opracowanie kartograficzne oparte na wynikach pomiarów geodezyjnych. Mapy topograficzne średnioskalowe i małoskalowe stanowią opracowania kartograficzne pochodne od map topograficznycb wielkoskalowych powstałe w wyniku prac redakcyjnych i reprodukcyjnych. Ze względu na skalę oraz związany z nią zakres i stopień uogólnienia treści, mapy ogólnogeograficzne dzielą się na:
1. mapy topograficzne wielkoskalowe w skalach 1:5000 i 1:10 000,
2. mapy topograficzne średnioskalowe w skalach 1:25 000, 1:50 000 i 1:100 000.
3. mapy topograficzne małoskalowe w skalach od 1:200 000 do 1:500 000 włącznie.

Mapy tematyczne są opracowaniami kartograficznymi eksponującymi wybrane elementy treści mapy ogólnogeograficznej, bądź konkretne zagadnienia, zjawiska i procesy społeczno-gospodarcze lub przyrodnicze. Na mapach tematycznych niezależnie od przedstawionego tematu występują wybrane elementy treści ogólnogeograficznej spełniającej funkcję podkładu geograficznego.